# Kanibek Osmonaliev
Kanibek Osmonaliev (19 de novembro de 1953, Frunze, Quirguistão soviético) é quirguiz, campeão mundial e olímpico em halterofilismo pela União Soviética.
Kanibek Osmonaliev foi campeão olímpico em 1980, com 245 kg no total combinado (107,5 no arranque e 137,5 no arremesso), na categoria até 52 kg.
Quadro de resultados
| Ano  | Posição | Competição                               | Classe de peso | Marca                |
| 1978 | 1.      | Campeonato Europeu em Havířov            | –52 kg         | 240 kg (105+135)     |
| 1978 | 1.      | Campeonato Mundial em Gettysburg         | –52 kg         | 240 kg (105+135)     |
| 1979 | 3.      | Spartakiada                              | –52 kg         | 235 kg (105+130)     |
| 1979 | 1.      | Campeonato Mundial em Salônica           | –52 kg         | 242,5 kg (105+137,5) |
| 1980 | 1.      | Jogos Olímpicos e Campeonato Mundial *   | –52 kg         | 245 kg (107,5+137,5) |
| 1981 | 1.      | Campeonato Mundial e Europeu em Lille ** | –52 kg         | 247,5 kg (110+137,5) |

*Os Jogos Olímpicos de 1980 contaram como campeonato mundial de halterofilismo também

** O campeonato mundial e o europeu de 1981 foram organizados como um único evento